# Pediasia georgella
Pediasia georgella là một loài bướm đêm trong họ Crambidae.